# Whitney Reed
Whitney Reed (ur. 20 sierpnia 1932 w Oakland, zm. 9 stycznia 2015 w Alamedzie) – amerykański tenisista, lider rankingu krajowego, reprezentant w Pucharze Davisa.

## Kariera tenisowa
Praworęczny Reed miał na koncie kilka znaczących rezultatów, ale zapisał się w historii dyscypliny przede wszystkim nietypowym podejściem do sportowych obowiązków; prowadził rozrywkowy tryb życia, był miłośnikiem piwa i tytoniu, noce, także w trakcie trwania turniejów, spędzał w towarzystwie pięknych kobiet lub na wielogodzinnych partiach pokera. Uważany był za naturalny talent, o szczególnie dużej umiejętności przewidywania zagrań rywala, chociaż np. Ricardo González żartował, że Reed to posiadacz najgorszego na świecie smeczu.
W latach 50. Reed regularnie startował w międzynarodowych mistrzostwach USA (późniejszy turniej US Open). W 1955 osiągnął w tej imprezie 1/8 finału, eliminując m.in. Nicolę Pietrangelego (przegrał z Hamiltonem Richardsonem). Wynik ten powtórzył cztery lata później, eliminując m.in. Manuela Santanę, a odpadając z Rodem Laverem. Najlepszy wynik w mistrzostwach USA, posiadających status turnieju wielkoszlemowego, Reed zanotował w 1961, kiedy to wyeliminował Chucka McKinleya, a uległ w ćwierćfinale Rafaelowi Osunie.
W 1957 po raz pierwszy pojawił się w czołowej dziesiątce rankingu krajowego, na czele którego figurował wówczas dawny mistrz Wimbledonu i USA Vic Seixas. Reeda sklasyfikowano na 8. pozycji; rok później znalazł się poza dziesiątką, by w 1959 powrócić do niej – na miejsce 9. W 1960 awansował ponownie na miejsce 8., a w 1961 już na sam szczyt, wykorzystując odejście kilku znanych rodaków do grona zawodowców (Barry'ego MacKaya i Butcha Buchholza). Na liście rankingowej z 1961 Reed wyprzedził McKinleya, o czym zadecydowała bezpośrednia konfrontacja w mistrzostwach USA; McKinley, który w tymże roku osiągnął finał Wimbledonu, cieszył się jednak większym uznaniem na świecie, i w nieoficjalnym rankingu światowym londyńskiego The Daily Telegraph opracowanym przez Lance'a Tingaya, to on, a nie Whitney Reed, zajął 5. miejsce. Reedowi nigdy nie udało się znaleźć w czołowej dziesiątce klasyfikacji światowych, zdominowanych w czasie jego największych sukcesów przez Roda Lavera, Roya Emersona i Neale'a Frasera, Manuela Santanę czy Nicolę Pietrangelego.
W 1959 Reed, w dość późnym wieku jak na rywalizację akademicką, został mistrzem USA w rozgrywkach Intercollegiate (National Collegiate Athletic Association). Bronił barw San Jose State University, w finale pokonując Donalda Della z Uniwersytetu Yale. W tym samym roku triumfował w turnieju w Cincinnati, gdzie również w finale pokonał Della (osiągnął w tejże imprezie finał debla). Impreza w Cincinnati została w XXI wieku wpisana do cyklu ATP World Tour Masters 1000; Reed miał na koncie wygrane także w innym turnieju zaliczonym po latach do tego cyklu, mianowicie w międzynarodowych mistrzostwach Kanady. W Kanadzie triumfował w 1961 oraz w 1963 i były to jego największe sukcesy odniesione poza granicami kraju.
Dwukrotnie wziął udział w turnieju wimbledońskim. W 1961 w 2 rundzie odpadł z Fraserem, chociaż mimo nocnego pokera i w efekcie zaspania, które o mało nie kosztowało go spóźnienia na mecz rozgrywany na korcie centralnym, ulegając dopiero 5:7 w piątym secie. Również rok później Amerykanin nie sprostał liderowi rozstawienia, którym był Rod Laver. Reed uległ w 3 rundzie Wimbledonu 4:6, 1:6, 4:6.
Jeszcze w 1962 Reed zajmował 6. miejsce w rankingu amerykańskim, potem wypadł poza dziesiątkę. W 1961 był w finale halowych mistrzostw USA, w którym uległ 2:6, 9:11, 3:6 Dickowi Savittowi. W 1963 w finale w San Jose przegrał z Rafaelem Osuną. Poza wymienionymi wyżej, zanotował w karierze zwycięstwa m.in. nad Laverem, Emersonem, Fraserem, Gardnarem Mulloyem, Frankiem Sedgmanem, Arthurem Larsenem, Alexem Olmedo. W chwili przejścia tenisa w erę open w 1968 był już w dość zaawansowanym jak na sportowca wieku i praktycznie nie uczestniczył w rozgrywkach, ograniczając się do rywalizacji wśród weteranów. Wystąpił w kilku turniejach, ale bez sukcesów, po raz ostatni w 1975 na Maui, gdzie w deblu w parze z Haroldem Solomonem odpadł w ćwierćfinale, a w singlu w 1 rundzie z Haroonem Rahimem.
Reed znalazł się trzykrotnie w składzie ekipy amerykańskiej w Pucharze Davisa. W 1958 w półfinale strefy amerykańskiej pokonał Kanadyjczyka Roberta Bedarda. W 1961, powołany do składu przez kapitana Davida Freeda po odejściu z grona amatorów Buchholza i MacKaya, zdobył jeden punkt singlowy w zwycięskim półfinale międzystrefowym z Indiami (ale też przegrał jeden pojedynek z Ramanathanem Krishnanem), natomiast w meczu z Włochami, uległ Pietrangelemu, jak i Gardiniemu, a także w deblu w parze z Donaldem Dellem Pietrangelemu i Siroli. W 1962 Reed otrzymał powołanie do reprezentacji, ale nie wystąpił w żadnym meczu.
Po zakończeniu aktywnej kariery Whitney Reed pracował jako trener tenisa, występował też w rozgrywkach seniorów.